# Pittura romana di giardino

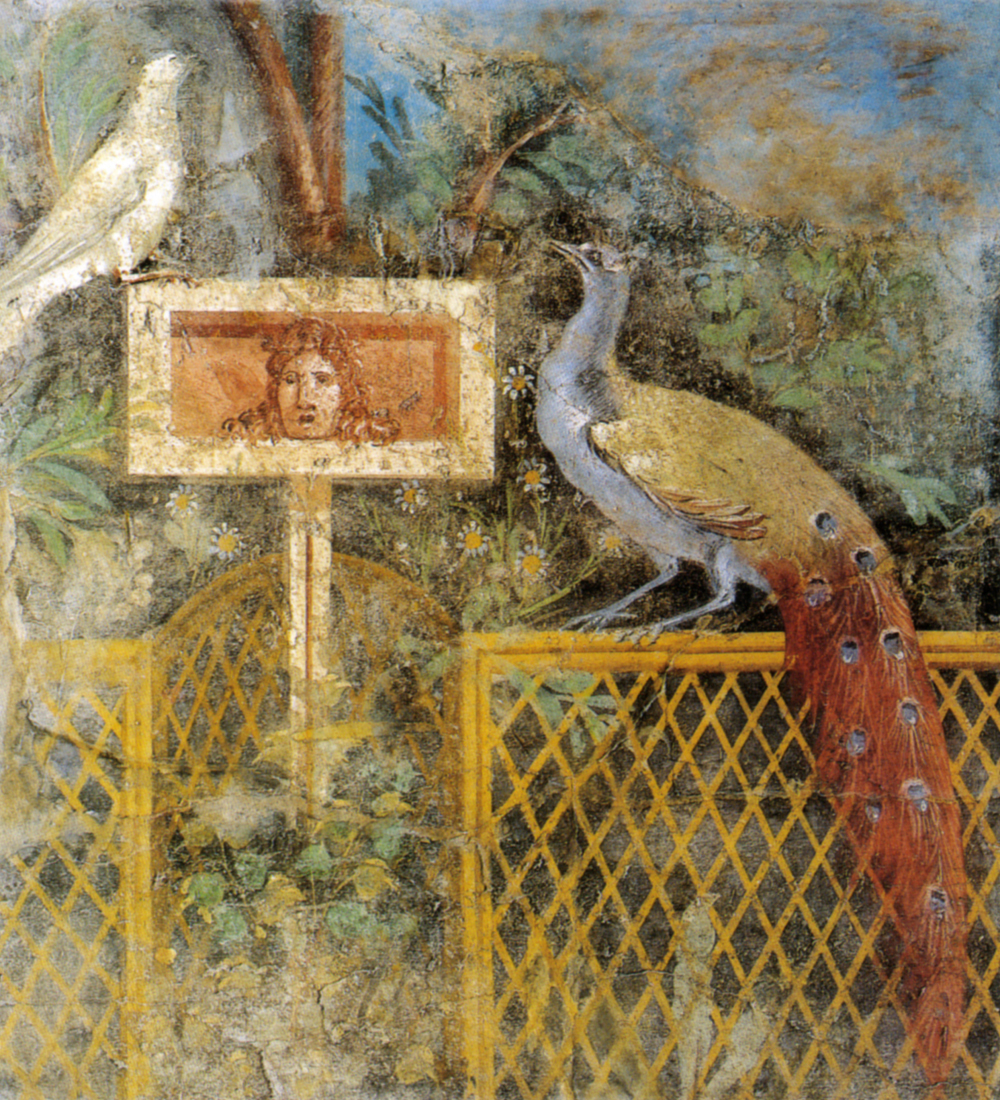
Affresco da Pompei, Museo archeologico nazionale di Napoli

La pittura romana di giardino fu uno dei temi più significativamente sviluppati dai romani nella decorazione parietale per ingannare la vista dell'osservatore.

## Tipologie

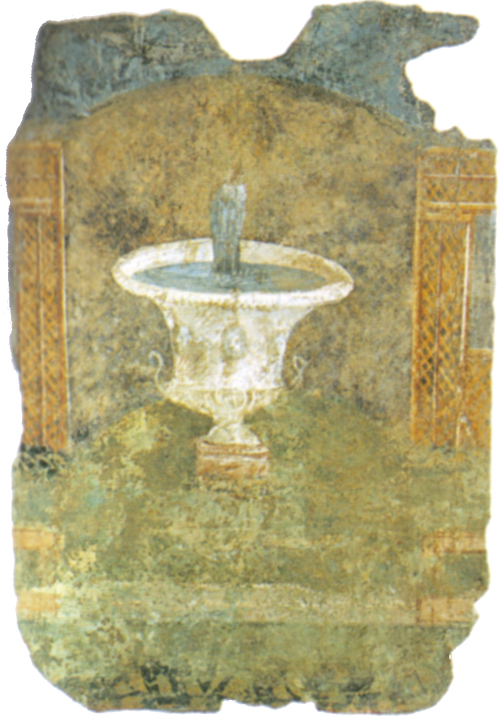
Nicchia in una recinzione, affreschi frammentari dalla casa della Farnesina

Nella pittura romana le rappresentazioni di giardino ricorrono sia come decorazione a tutto campo di interi ambienti in scala 1:1, sia inserite in finte architetture, all'interno di grandi campi rettangolari profilati. A volte occupano anche una sola parete, o una parte di essa (spesso a zona mediana). Altre volte un giardino dipinto compare solo nello zoccolo, con cespugli, ciuffi di piante e graticci di canne o muretti.
Esistono poi dei giardini in miniatura, rappresentati come visti dall'alto e inseriti nella stretta predella sotto l'edicola centrale di una parete.
Tra i migliori artifici del genere della pittura di giardino c'è quello di creare quinte ottiche che scandiscano in profondità in piani della rappresentazione: il più diffuso di tali artifici è quello di dipingere una bassa recinzione in primo piano (spesso movimentata da nicchie e rientranze) oltre la quale si dispone il giardino vero e proprio; a ciò si possono aggiungere alcuni vialetti interni bordati di vegetazione.
Frequente è la rappresentazione minuziosa di uccelli e di interi cataloghi di piante, delle caratteristiche botaniche molto curate. Tra gli elementi di arredo sono molto frequenti le fontane (labra), le sculture, le erme, le maschere o gli oscilla. Non mancano poi elementi irreali o esotici, come le sfingi o le statue di Iside, proprie di quel repertorio egittizzante tipico dell'arte augustea.
Lo sfondo è di solito ceruleo, simboleggiante un cielo, con una massa scura e in ombra della massa più fitta della vegetazione. Altre volte lo sfondo è nero, forse simboleggiante l'ombrosa frescura del giardino, altre è giallo solare o rosso (negli esempi legati al quarto stile). Lo sfondo bianco infine è legato soprattutto alla sfera funeraria o sacrale (ma non in maniera esclusiva).

## Sviluppo cronologico e territoriale

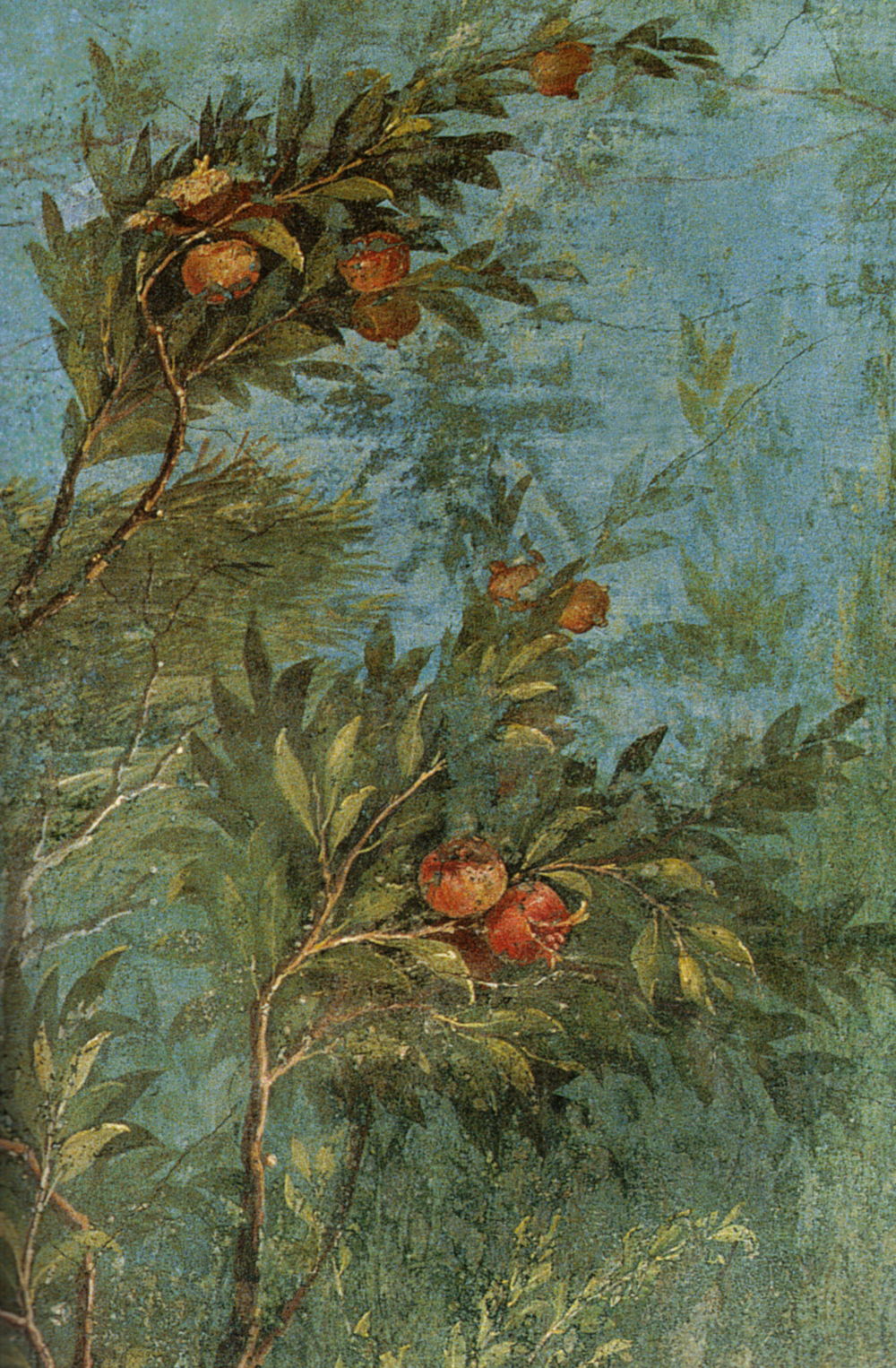
Villa di Livia, Melograno (dettaglio)

Lo studio delle pitture di giardino, come del resto di tutta la pittura antica, risente inevitabilmente della frammentarietà e casualità della documentazione pervenutaci. Solo le città vesuviane offrono un campione quantitativo altamente significativo, però è limitato dall'inesorabile cesura del 79 d.C. (anno dell'eruzione del Vesuvio) e dal fatto che si tratta di produzioni periferiche, circoscritte a un territorio molto limitato rispetto ai domini di Roma e paragonabile solo pallidamente alle espressioni artistiche che dovettero aver luogo per l'aristocrazia della capitale.
Le principali attestazioni di pittura di giardino come genere si collocano nella fase avanzata del terzo stile (25-35 d.C.), quando cioè ci fu un recupero dei caratteri illusionistici e di profondità spaziale tipici del secondo stile.
Un esempio ancora di secondo stile è costituito dall'esedra rettangolare della Casa del Menandro a Pompei, dove il giardino è raffigurato dietro una composizione architettonica con colonne avvolte sui fusti dall'edera. Segue l'elevatissimo livello delle pitture della villa di Livia, dove il genere viene reinventato con implicazioni dinastiche legate all'alloro e alla dinastia di Augusto. Il ninfeo di Livia fece poi da modello in altre abitazioni private, arrivando a essere usato anche negli esempi di carattere più modesto e nei complessi tombali italici e delle province. Se ne ha traccia anche in Oriente, nella casa del console Attalo a Pergamo. Un ricordo letterario è invece dato dalla descrizione della villa di Plinio il Giovane in Toscana.
Il genere continuò ad essere in auge anche nel quarto stile, con forme più esuberanti e meno calligrafiche, proseguendo nell'epoca post-pompeiana fino alla tarda antichità.

### Origini

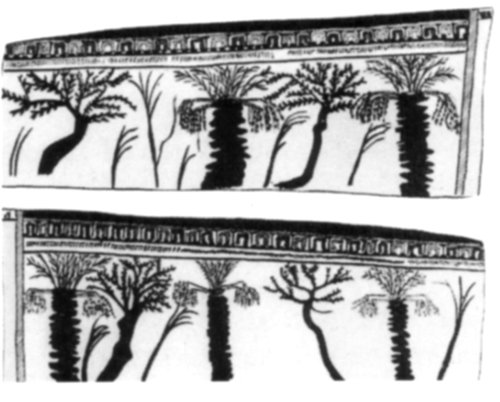
Disegno degli affreschi della tomba V della necropoli di Anfushi, Alessandria d'Egitto

Una delle questioni aperte della pittura di giardino è legata alle sue origini, se da rintracciare nella cultura romana o in quella ellenistica.
Esistono alcune tombe nella necropoli di Anfushi di Alessandria d'Egitto che presentano decorazioni vegetali a grandezza naturale, sebbene di una qualità piuttosto rozza, tra le quali spiccano le due camere della tomba V. Si credeva che questo esempio fosse più antico di quelli romani, ma più recentemente si è confermata una datazione posteriore. In ogni caso, anche se fossero state anteriori, la qualità mediocre di queste pitture non avrebbe potuto costituire una testa di serie per il genere e in ogni caso se ne dovrebbe supporre un modello anteriore andato perduto.
Le pitture di Anfushi sono a sfondo bianco e ne dimostrerebbero il carattere simbolicamente idealizzato di "campi elisi" legati all'uso funebre. Un uso analogo con lo sfondo bianco si trova anche nella tomba di Patron sulla via Latina a Roma.
Secondo la maggior parte degli studiosi comunque l'origine della pittura di giardino sarebbe da attribuire alle correnti paesistiche alessandrine dove si formarono botteghe di artigiani itineranti. Queste operarono anche in Lazio e in Campania per la committenza romana a partire almeno dalla prima epoca imperiale.

### La villa di Livia

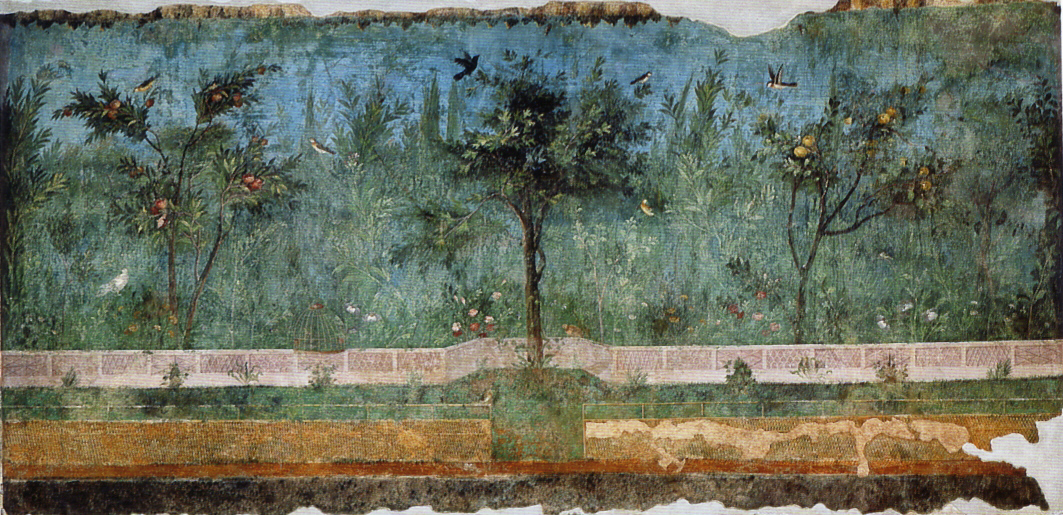
Pittura di giardino dalla villa di Livia

L'esempio più antico di pittura romana di giardino, fiorito all'epoca del secondo stile dal I secolo a.C., si ha negli affreschi del ninfeo sotterraneo della villa di Livia, un ambiente sotterraneo forse usato per sfuggire alla calura estiva databile tra il 40 e il 20 a.C. In queste pitture, dal 1951 al Museo Nazionale Romano di Palazzo Massimo, fu ricreato un giardino "concluso" ideale, costruito tramite sapienti architettazioni compositive e spaziali. Una recinzione di canne e rami di salice è in primo piano e poco più avanti, a una distanza sufficiente da staccare illusionisticamente lo spettatore dalla decorazione retrostante, si trova una seconda balaustra marmorea. Le piante (23 specie diverse) e gli uccelli (ben 69 varietà), sono dipinte con la massima attenzione al dettaglio, tanto che è possibile individuare ogni singola specie botanica; via via che ci si allontana verso lo sfondo però i dettagli sono ridotti, la rappresentazione più sfumata, in modo da suggerire una prospettiva aerea e una rarissima (la prima per quell'epoca) sensazione dell'atmosfera, suggerita anche dalle cime mosse dal vento e dagli uccelli in volo.

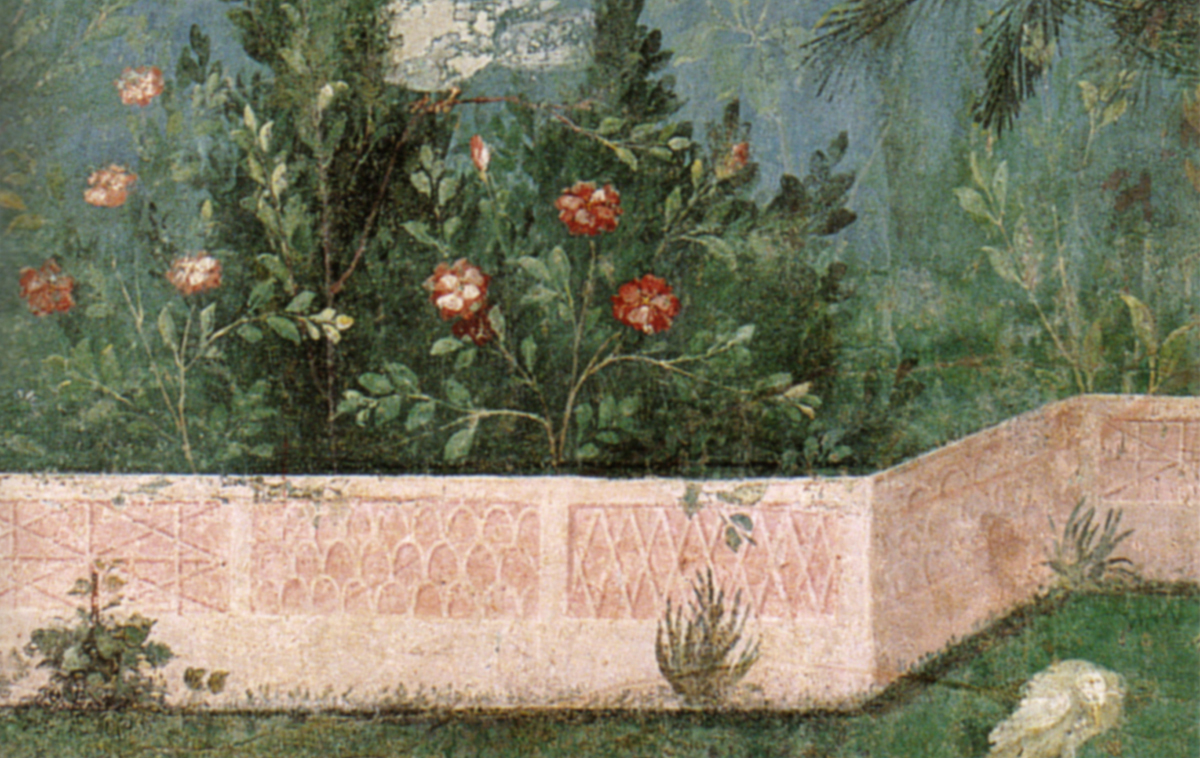
Fiori, dettaglio, parete corta meridionale

La distribuzione delle piante, che non ritrae un vero giardino in un preciso momento dell'anno, anzi è una sorta di catalogo con specie che fioriscono anche in periodi diversi, è composta secondo un'accorta simmetria, con rimandi tra una parete e l'altra. Tra le specie vegetali predomina, anche se sempre in secondo piano, quella dell'alloro, da mettere in relazione con la leggenda citata da Plinio, Svetonio e Cassio Dione secondo la quale Livia il giorno delle nozze ricevette sul grembo lasciata da un'aquila una gallina bianca con un rametto di alloro nel becco. Da quell'alloro, piantato nella villa, nacque un bosco dove gli imperatori coglievano i rametti usati anche nel trionfo dei Cesari. La morte dell'alloro veniva vista come un sinistro presagio sulla sorte dell'imperatore (Svetonio narra di come ciò successe al momento dell'estinzione della stirpe di Augusto alla morte di Nerone), per questo il bosco sempreverde dipinto aveva una funzione protettiva sulla dinastia imperiale augustea.
Lo spazio è ben "concluso" e non dà l'idea di procedere all'infinito, ma anzi la sua costruzione è composta in funzione dell'osservatore. Questo tipo di "costruzione del giardino per essere visto" aveva luogo anche nell'architettura reale, come tramanda una lettera di Cicerone a Attico a proposito di una questione sorta col suo architetto Ciro, che suggeriva di non creare finestre ampie in corrispondenza dei giardini perché le vedute che ne risulterebbero non sarebbero abbastanza piacevoli, poiché più difficili da costruire secondo uno schema compiutamente aggraziato.
Nelle pitture della villa di Livia è inoltre assente qualsiasi allusione al tempo atmosferico.

### La Casa della Farnesina
Di poco posteriori alla villa di Livia sono i frammenti di pitture di giardino provenienti dalla casa della Farnesina in riva al Tevere, della quale non si conosce il proprietario antico, forse Agrippa, ma non esiste documentazione che possa spingerci al di là delle mere ipotesi. Si tratta di due fontane marmoree a forma di vaso, poste su un letto verde e circondate da rientranze di una staccionata di canne.

### L'Auditorium di Mecenate

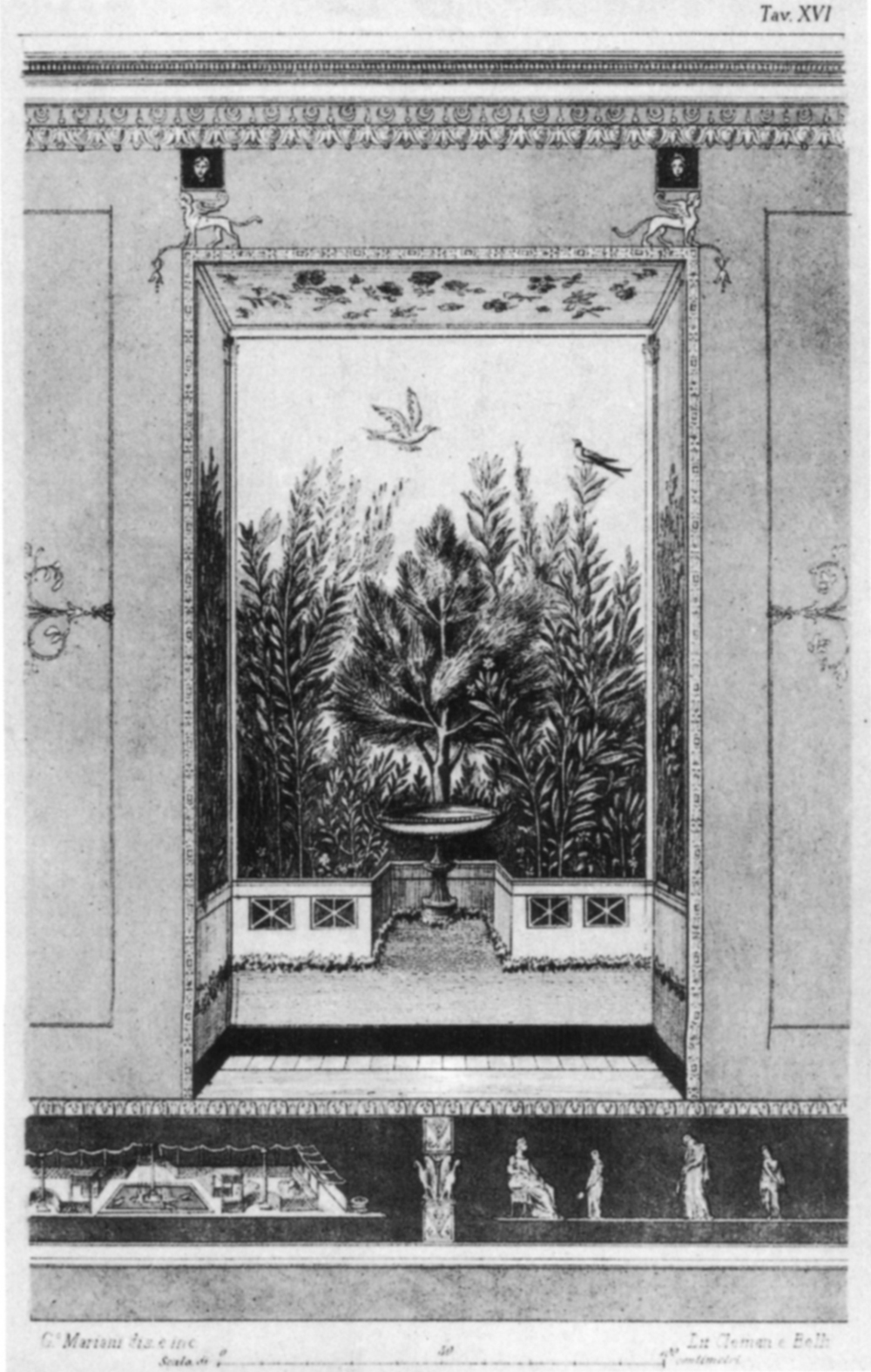
Disegno della decorazione di una delle nicchie nell'Auditorium di Mecenate

Nei vasti Horti Maecenatis, dei quali resta solo l'edificio impropriamente detto Auditorium di Mecenate, esisteva una grande sala (24,10 x 10,60 metri) seminterrata (come quella di Livia), con nicchie sulle pareti (sei per ciascuno dei lati lunghi più cinque al di sopra dell'alta gradinata dell'abside), che presentavano una decorazione pittorica risalente con tutta probabilità a un secondo momento dopo la morte di Mecenate (8 a.C.), forse quando vi andò ad abitare Tiberio. Vi erano raffigurate pitture di giardino, conservate oggi solo in maniera molto frammentaria e ricostruibili per lo più grazie ai disegni ricostruttivi pubblicati dopo lo scavo del 1874.
Ciascuna nicchia era decorata secondo uno schema con un albero al centro, posto oltre una balaustra marmorea con una rientranza centrale dove si trova una fontana o un vaso. Gli alberi di contorno, mossi dal vento, sono popolati da un vasto numero di uccelli in volo e appollaiati. La presenza delle nicchie reali obbligò gli artisti a inventare un modo di occupare gli spessori superiori, che vennero decorati con un'artificiosa pioggia di fiori. le nicchie venivano quindi a configurarsi come elementi indipendenti rispetto all'architettura della stanza, quali "bow window" a vetri affacciate su un giardino, in corrispondenza delle quali si disponevano come d'incanto vedute studiate di alberi e elementi decorativi. Anche qui, come negli esempi precedenti, mancano notazioni atmosferiche e allusioni a uno spazio "infinito" oltre gli elementi percettibili.

### Casa del Menandro
I modelli praticati dalla casa imperiale e dall'aristocrazia romana si trasmisero presto anche alle altre città dell'Impero. Ovviamente se ne hanno cospicue tracce anche in quello che è il miglior archivio di pittura romana: Pompei. qui le pitture di giardino si trovano in case private, sia in quelle più lussuose (Regioni VI e III), sia in alcune più modeste e in edifici commerciali (come le cauponae di Euxinus e Sotericus, la bottega del garum della Regio I, ecc.). Ciò vale anche per Ercolano e Oplontis.
Nell'area vesuviana le pitture di giardino interessano per lo più gli spazi aperti o parzialmente aperti: ambulacri dei peristili, corti porticate, pareti di fondo dei giardini, esedre, triclini, soprattutto quelli estivi con ninfeo e affacciati sul giardino. Risalta quindi come il giardino dipinto contribuiva a dilatare lo spazio ampliando la prospettiva spaziale oltre il limite delle pareti.
Le pitture nelle case pompeiane sono databili tra la fase avanzata del terzo stile al quarto stile, con l'eccezione della casa del Menandro (I 10,4), dove in una piccola esedra aperta sul peristilio e raffigurato un giardino secondo gli schemi del secondo stile, con finti pilastri e colonne avvolte d'edera, dietro alle quali è rappresentata una sorta di loggia a arcate. A metà delle colonne è stesa una cortina di stoffa bruna, il cui profilo superiore forma con gli archi della loggia delle specie di oculi dove si trovano vedute di un giardino ipoteticamente collocato oltre le finte strutture architettoniche. Vi sono raffigurati tronchi rinsecchiti, pini nodosi e contorti, tra i quali volano numerosi uccelli variopinti fantasiosi, su un irreale sfondo turchese-verdastro. L'insieme ha un carattere antinaturalistico, per lo schema rigido dell'organizzazione dello spazio, ingabbiato nell'architettura ritmata e nello sfondo ridotto alla semplice geometria degli ovali.

### Casa dei Cubicoli floreali
L'esempio più noto di pittura di giardino a Pompei è però forse la Casa dei Cubicoli floreali (I 9,5), della seconda fase del terzo stile. Intanto qui, a differenza del precedente esempio, la pittura di giardino non è più riservata a un ambiente di rappresentanza, ma alla zona privata, in due squisiti cubicoli, quello "blu" e quello "nero".

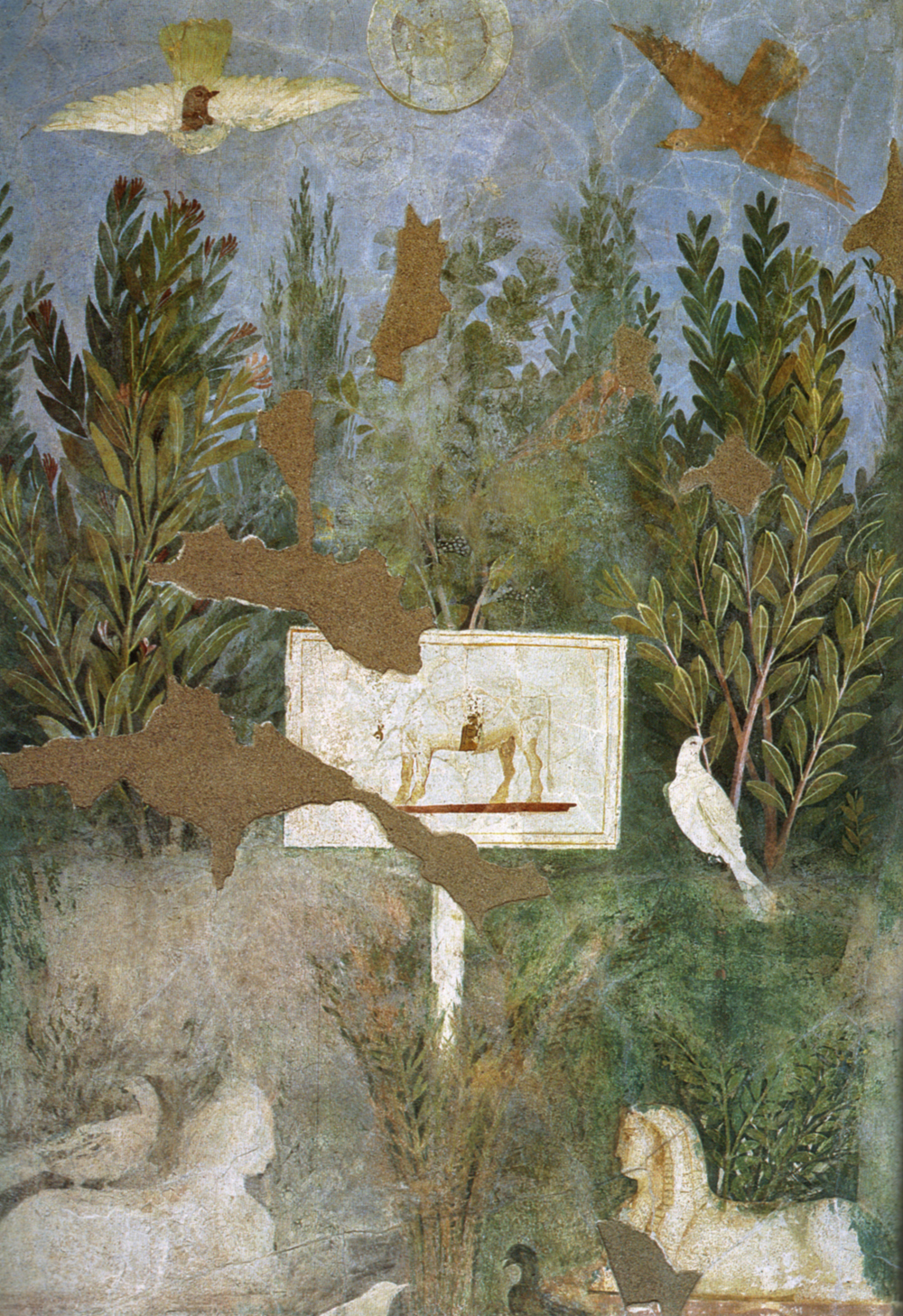
Casa del bracciale dorato, Pompei

Nel cubicolo nero la parete è partita in riquadri con colonne sottilissime, quasi prive di rilievo, una balaustra marmorea in basso e sottili architravi. La griglia geometrica inquadra alberi, arbusti e piante; su un albero si inerpica un serpente. Segna una svolta l'uso dello sfondo nero che toglie ogni intento naturalistico alla rappresentazione: gli elementi sono come sagome ritagliate e sovrapposte, prive di spazialità. Alcuni dettagli della rappresentazione sono ancora ben descritti realisticamente (come i frutti del fico), mentre altri sono ormai subordinati alla simmetria e alla composizione: il fusto del fico è troppo sottile, gli oleandri alla base sono rigidamente simmetrici, ecc.

### Altre case pompeiane
Si distinguono poi per raffinatezza di esecuzione e naturalismo la Casa della Venere in conchiglia (II 3,3), la Casa del Bracciale d'oro (VI, 17), dove si trova un oecus e altri frammenti, oltre a un mosaico col medesimo soggetto. Si tratta, quest'ultimo, di un ottimo esempio, scavato solo nel 1979 e restaurato, opera di artigiani ellenizzati, forse gli stessi attivi alla casa dei Cubicoli Floreali.
Nella ville di Oplontis e in quella di San Marco di Stabia lo sfondo è giallo solare o rosso, secondo la moda legata al quarto stile.

### Tomba di Patron
Tornando a Roma, si registra un uso diverso, legato alla decorazione sepolcrale, della decorazione di giardino nelle pitture della tomba di Patron, sulla via Latina, oggi perdute ma note attraverso disegni antichi, tranne un frammento conservato al Louvre. La tomba è databile al 30-10 a.C.
Su uno sfondo bianco, al di sopra di uno zoccolo di finto marmo, si allineavano pini, popolati da numerosi uccelli; sopra di essi, separati da una fascia orizzontale, corre una fascia con il corteo funebre per il defunto, popolato di numerosi personaggi ciascuno col proprio nome indicato (il frammento del Louvre appartiene a questa fascia). Chiude la rappresentazione un epigramma in greco:

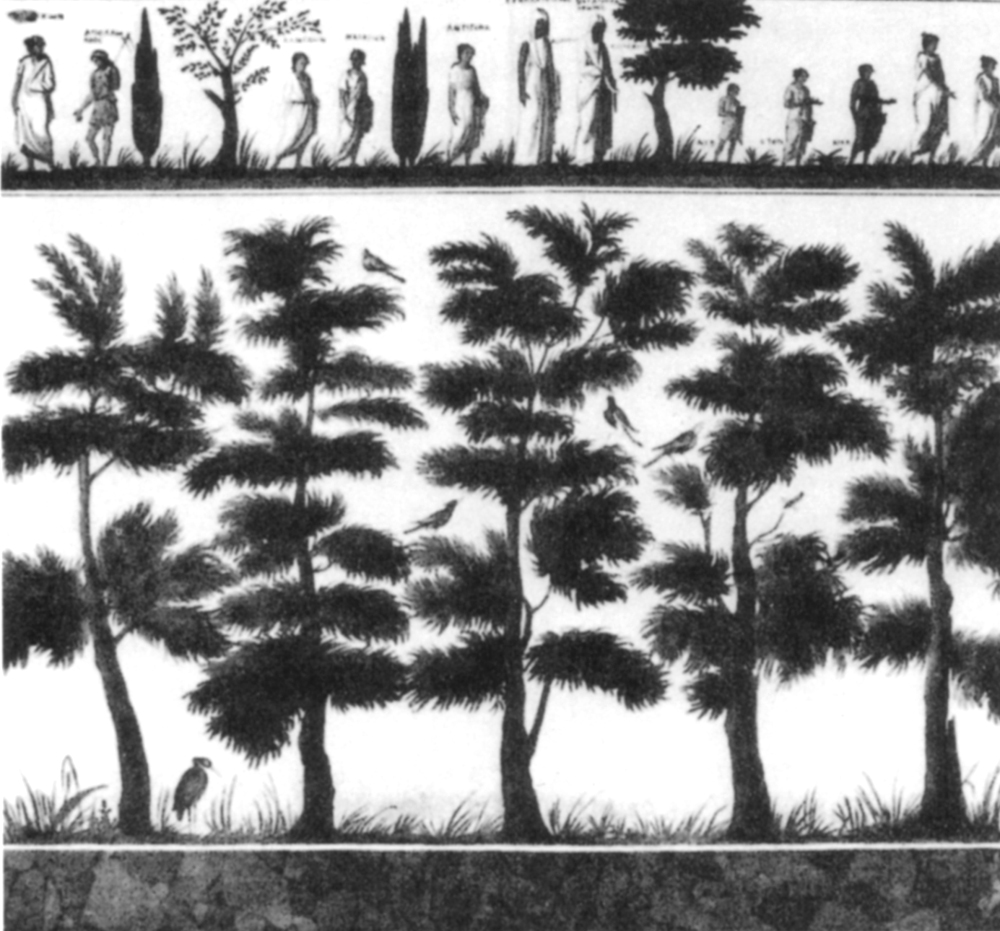
Disegno ricostruttivo della decorazione della Tomba di Patron

né le svolazza intorno, ululando, il pipistrello;

Ma alberi graziosi s'ergono da ogni parte intorno a me, al mio loculo,

che tutto s'allieta di ramoscelli carichi di frutti.

E vola intorno vola in giro il soave usignolo dal flebile canto

e la cicala che dalle dolci labbra spande suoni delicati. [...]»
(Epigramma di Patron, 1-6.)
L'epigramma rimanda al giardino, ma non lo descrive (gli alberi dipinti non sono da frutto e gli uccelli citati sono diversi da quelli raffigurati), quindi sono separati i generi letterario e pittorico, ma accomunati dal tema e dalla compiacenza di Patron di esservi sepolto. In questo senso c'è continuità tra l'amenità del luogo ricreato dalle pitture (in antitesi con le tombe abbandonate tra rovi e pipistrelli evocate dai versi) e l'affermazione nella parte finale dell'epigramma dell'esperienza del piacere di vivere del committente ("Io, Patron, tutto quel ch'è caro ai mortali ho compiutamente vissuto, fino ad avere anche in morte un luogo piacevole", 9-10). Anche il corteo funebre assicura al defunto quegli onori che gli spettano, assicurando idealmente nella morte la prosecuzione dei vantaggi del suo status sociale.
Il giardino di Patron allude sia ai giardini funerari (kepotaphia), sia alle pitture di giardino nelle case, comunque uno status symbol. In questo può essere paragonata alla tomba di Vestorio Prisco a Pompei, dove assieme al giardino sono rappresentati altri status symbol come la lotta di gladiatori, una scena di caccia, una rappresentazione del defunto nelle sue funzioni di edile, un banchetto funebre e l'esposizione, su un tavolo dipinto, dell'argenteria domestica.

### Dopo il I secolo
I casi di pitture di giardino conosciuti, dovendo prescindere dalla pittura delle città vesuviane, diventano molto più rari oltre il 79 d.C., ma non sono del tutto assenti, per cui sicuramente il genere proseguì anche nei secoli successivi. All'inizio del II secolo ci sono tracce a Nimega e a Strasburgo, nella prima età severiana si hanno frammenti in varie province settentrionali dell'Impero (Weinsberg, Württemberg, Budapest, Klagenfurt, Wagen, Bregenz, Lienz); tra la fine del II e l'inizio del III secolo si conoscono due esempi in Asia Minore, nella casa 2/21 di Efeso e nella casa di Attalo a Pergamo. A Roma esistono tre esempi di epoca severiana (frammenti sotto San Giovanni in Laterano, nei corridoi della villa piccola di San Sebastiano e nella casa di via Genova) e due della seconda metà del III secolo (casa sotto Santi Giovanni e Paolo e nella Memoria Apostolorum sotto San Sebastiano). Vanno poi aggiunti alcuni esempi a Ostia, dove spiccano due ambienti delle terme di Buticoso (seconda metà del III secolo) e il mitreo delle Sette Porte, decorato attorno al 160-170 con raffigurazioni di alberi (tra cui una grande palma) al di là di una recinzione su sfondo bianco.
Esistono anche esempi di decorazione vegetale che riducono le figure di giardino a semplice motivo ornamentale riprodotto meccanicamente in compatte geometrie.

## Giardini in miniatura

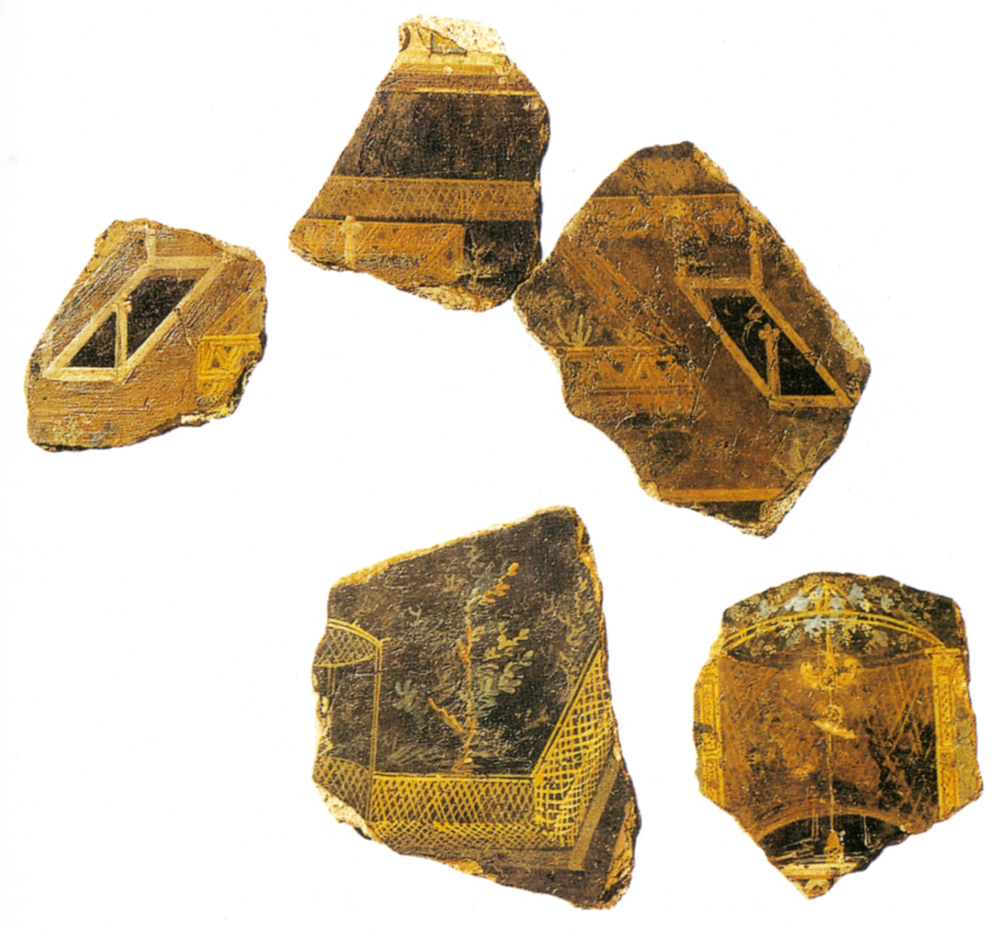
Frammenti di intonaco dipinto con horti conclusi, Museo nazionale romano, collezione Gorga

Esiste poi il tipo di decorazione dei cosiddetti "giardini in miniatura", che decoravano zoccoli e "predelle" a cavallo tra il terzo e il quarto stile, dove paiono essere raffigurati dei veri e propri, piccoli, progetti di giardini reali, visti a volo d'uccello (per cogliere con uno sguardo tutto l'impianto) e organizzati secondo un'impeccabile simmetria, con al centro un tempietto o una fontana o una statua. Si potrebbe quindi trattare di vere e proprie citazioni di giardini veri, a metà strada tra la pianta e la veduta progettuale (tagliata a metà).

## Effetti illusionistici

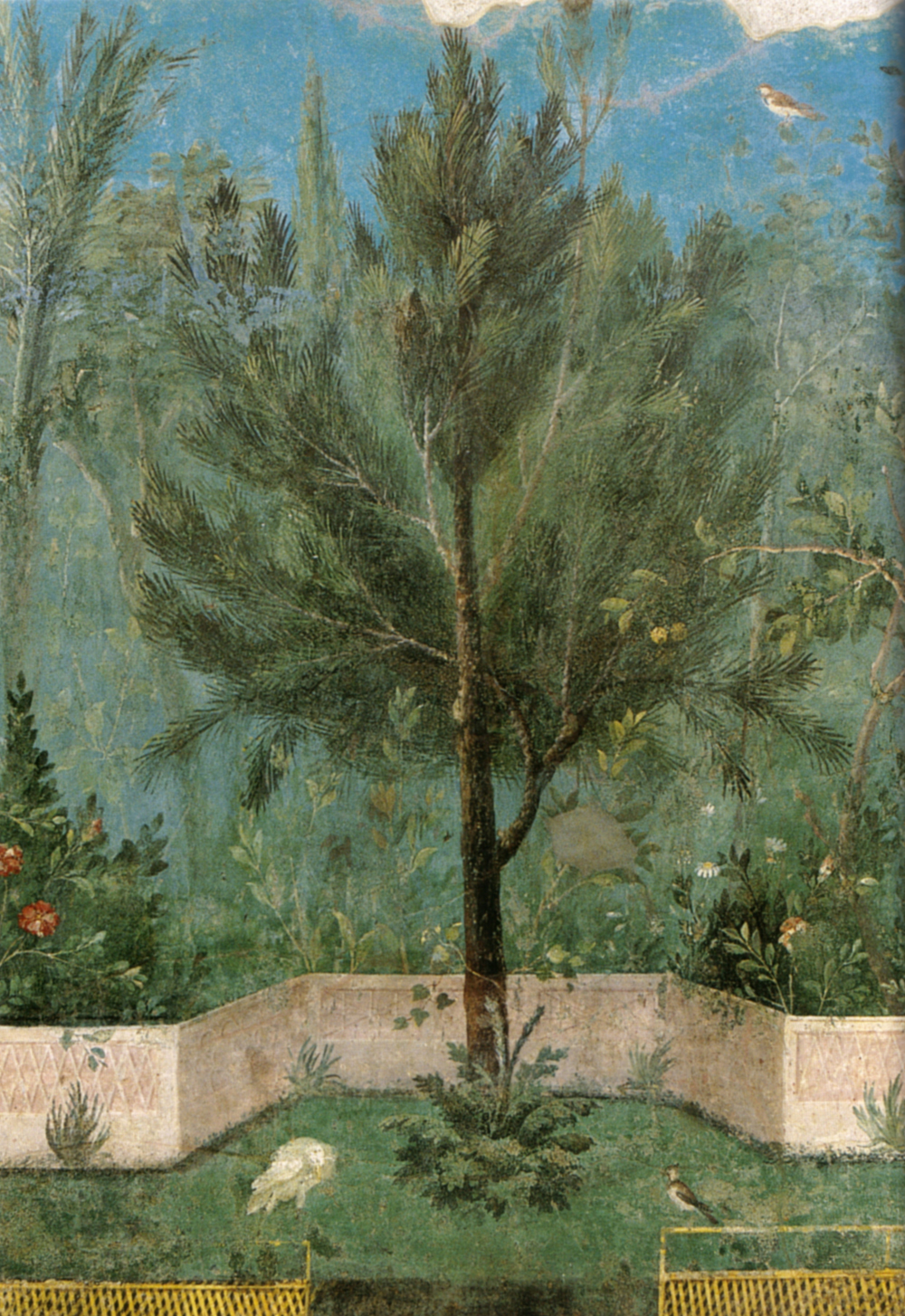
Pino, villa di Livia

Sebbene le pitture romane di giardino si propongano di negare le pareti e sfondarle illusionisticamente verso un orizzonte più lontano, esse in realtà non possono essere mai definite come trompe-l'œil, perché il gioco con lo spettatore si ferma sempre a una soglia "pattuita": ne cattura cioè lo sguardo, trasportandolo dalla percezione d'insieme a quella dei dettagli, ma non pretende mai a ingannare lo spettatore. Anche nelle rappresentazioni più fini, come nella villa di Livia, il fatto di trovarsi in una stanza sotterranea rende assurdo la presenza del giardino, anzi proprio da questo paradosso nasce il singolare straniamento dello spettatore, che può far correre la propria immaginazione sui binari prestabiliti del genere pittorico.

## Valenze naturalistiche e simboliche
I due estremi nei quali gli archeologi si sono mossi nell'interpretare le pitture di giardino sono da un lato quello della raffigurazione di un giardino reale come ornavano le ville dell'epoca, dall'altro lato quello della ricerca di simbologie e allegorie religiose o etiche nelle piante e animali rappresentati.

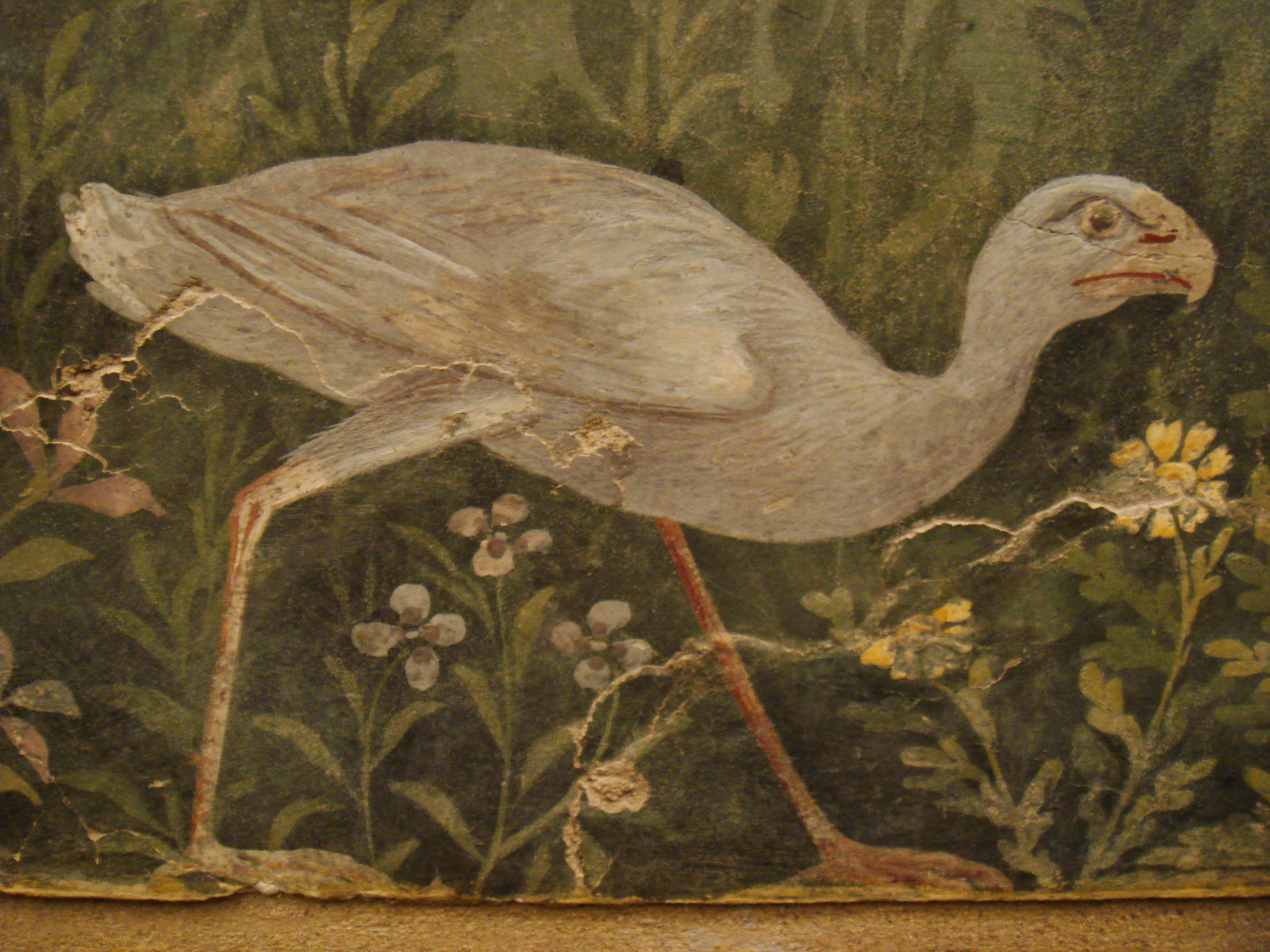
Casa del Bracciale d'oro, Pompei

Guardando alle fonti dell'epoca si ricavano poche notizie. Una delle più significative è un passo di Plinio il Giovane che descrive a Traiano la sua villa in Toscana: dopo aver descritto l'amenità del paesaggio si dedica a descrivere gli ambienti della villa, fino a un cubiculum ombreggiato da un vicino platano e decorato con pitture di giardino popolate da uccelli. Vi traspare un senso di scambio tra arte e natura circostante e un piacere nel contrasto tra l'ombra dove si trova immerso l'osservatore e la decorazione che suggerisce uno spazio esterno; non vi sono accenni a significati simbolici della rappresentazione, ma solo al piacere dell'osservazione.
Un passo di Orazio, non chiarissimo, sembra poi alludere all'esistenza di pittori specializzati nel dipingere alberi.
Nella camera sepolcrale di Patron, sulla via Latina, esiste anche un epigramma in greco che descrive le pitture e ne sottolinea l'amenità dell'ambiente naturale che ricrea, secondo l'esperienza del piacere di vivere del defunto.